# Primeira Divisão de 1938–39
A Primeira Divisão de 1938–39 foi a 5ª edição da liga de futebol de maior escalão de Portugal. Realizou-se entre 8 de janeiro e 23 de abril de 1939. O Porto foi o campeão, sendo o 2º título do clube nesta competição.
Apesar de esta ser a 1ª edição com este nome, o formato manteve-se igual ao da competição anterior.

## Formato
Esta edição da Primeira Divisão foi disputada num sistema de todos contra todos a duas voltas, participando nela 8 equipas.
Qualificaram-se para esta edição os melhores classificados dos 4 Campeonatos Regionais mais competitivos: 4 equipas da AF Lisboa, 2 da AF Porto, 1 da AF Coimbra e 1 da AF Setúbal. A edição seguinte da competição seguiu o mesmo método para a qualificação, não havendo por isso despromoções.
Os jogos foram disputados apenas na segunda metade da época, após os Campeonatos Regionais terminarem.

## Participantes

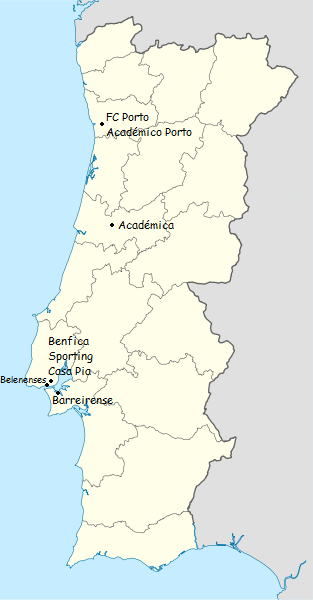
Os 8 clubes participantes

| Equipa               | Cidade   | Associação | 37/38 | Prtc |
| -------------------- | -------- | ---------- | ----- | ---- |
| Académica de Coimbra | Coimbra  | AF Coimbra | 6º    | 5    |
| Académico do Porto   | Porto    | AF Porto   | 8º    | 3    |
| Barreirense          | Barreiro | AF Setúbal | 7º    | 2    |
| Belenenses           | Lisboa   | AF Lisboa  | 5º    | 5    |
| Benfica              | Lisboa   | AF Lisboa  | 1º    | 5    |
| Casa Pia             | Lisboa   | AF Lisboa  | —     | 1    |
| Porto                | Porto    | AF Porto   | 2º    | 5    |
| Sporting             | Lisboa   | AF Lisboa  | 3º    | 5    |

## Tabela classificativa
| Pos | Equipa                   | Pts | J  | V  | E | D  | GM | GS | DG  |
| --- | ------------------------ | --- | -- | -- | - | -- | -- | -- | --- |
| 1   | Porto (C)                | 23  | 14 | 10 | 3 | 1  | 57 | 20 | +37 |
| 2   | Sporting                 | 22  | 14 | 10 | 2 | 2  | 44 | 17 | +27 |
| 3   | Benfica                  | 21  | 14 | 9  | 3 | 2  | 44 | 24 | +20 |
| 4   | Belenenses               | 13  | 14 | 6  | 1 | 7  | 38 | 29 | +9  |
| 5   | Académica de Coimbra (X) | 11  | 14 | 4  | 3 | 7  | 27 | 39 | −12 |
| 6   | Barreirense              | 10  | 14 | 4  | 2 | 8  | 21 | 27 | −6  |
| 7   | Académico do Porto       | 10  | 14 | 5  | 0 | 9  | 30 | 61 | −31 |
| 8   | Casa Pia                 | 2   | 14 | 1  | 0 | 13 | 12 | 56 | −44 |

## Resultados
| Mandante \ Visitante | POR  | SPO | BEN | BEL | ACC | BAR | ACP | CSP  |
| -------------------- | ---- | --- | --- | --- | --- | --- | --- | ---- |
| Porto                | —    | 2–1 | 3–3 | 5–2 | 3–1 | 6–1 | 4–0 | 10–0 |
| Sporting             | 4–4  | —   | 0–1 | 2–0 | 3–1 | 2–1 | 7–0 | 5–1  |
| Benfica              | 4–1  | 1–4 | —   | 3–4 | 4–0 | 1–0 | 5–2 | 10–1 |
| Belenenses           | 1–3  | 0–2 | 2–3 | —   | 8–1 | 1–2 | 7–2 | 7–1  |
| Académica de Coimbra | 1–2  | 2–2 | 3–3 | 0–0 | —   | 3–1 | 5–4 | 4–0  |
| Barreirense          | 0–0  | 0–3 | 1–1 | 0–2 | 3–2 | —   | 6–0 | 3–1  |
| Académico do Porto   | 1–12 | 2–5 | 3–4 | 3–1 | 6–2 | 3–2 | —   | 1–0  |
| Casa Pia             | 1–2  | 2–4 | 0–1 | 2–3 | 0–2 | 2–1 | 1–3 | —    |

## Melhores Marcadores
| Pos | Jogador          | Clube                | G  |
| --- | ---------------- | -------------------- | -- |
| 1   | Costuras         | Porto                | 18 |
| 2   | Carlos Nunes     | Porto                | 15 |
| 3   | Peyroteo         | Sporting             | 14 |
| 3   | Arnaldo Carneiro | Académica de Coimbra | 14 |
| 5   | Espírito Santo   | Benfica              | 13 |
| 6   | Eduardo Lemos    | Académico do Porto   | 12 |
| 6   | Santos           | Porto                | 12 |
| 8   | Alberto de Jesus | Belenenses           | 10 |
| 9   | Alexandre Brito  | Benfica              | 9  |
| 9   | Manuel Soeiro    | Sporting             | 9  |

## Campeão
| Campeonato Nacional da Primeira Divisão de 1938–39 |
| -------------------------------------------------- |
| Porto 2º Título                                    |